# Ronald Davidson
Ronald C. Davidson (* 3. Juli 1941 in Norwich, Ontario; † 19. Mai 2016 in Cranbury, New Jersey) war ein kanadischer Physiker, der sich mit Plasmaphysik beschäftigte.
Davidson studierte an der McMaster University (Bachelorabschluss 1963) und promovierte 1966 an der Princeton University. Als Post-Doc war er 1966 bis 1968 an der University of California, Berkeley und ab 1968 Assistant Professor an der University of Maryland. 1972 wurde er dort Associate Professor und 1973 Professor. 1970 erhielt er ein Forschungsstipendium der Alfred P. Sloan Foundation (Sloan Research Fellowship). Ab 1978 war er Professor am Massachusetts Institute of Technology am Plasma Fusion Center, dessen Direktor er 1978 bis 1988 war. Seit 1991 war er Professor für Astrophysik an der Princeton University und 1991 bis 1996 Direktor des dortigen Plasma Physics Laboratory. 1982 bis 1986 war er Vorstand des Magnetic Fusion Advisory Committee des US Department of Energy (DOE) und 1982 bis 1983 Vorstand der Abteilung Plasmaphysik der American Physical Society.
2008 erhielt er den James-Clerk-Maxwell-Preis für Plasmaphysik für grundlegende Beiträge zur Physik nicht-neutraler Plasmen, Teilchenstrahlen hoher Intensität und kollektiven nichtlinearen Wechselwirkungsprozessen in Plasmen bei hoher Temperatur. Er war der Autor und Ko-Autor von über 350 wissenschaftlichen Zeitschriftenveröffentlichungen. Insbesondere befasste er sich mit nicht-neutralen Plasmen (das heißt die Gesamtladung verschwindet nicht), wie sie etwa in Teilchenstrahlen bei Hochenergiestreuexperimenten in der Elementarteilchenphysik auftreten.
Er war Fellow der American Physical Society und der American Association for the Advancement of Science. 1986 erhielt er den Leadership Award von Fusion Power Associates und 2005 den IEEE Particle Accelerator Science and Technology Award.

## Schriften
- mit Hong Quin: Physics of intense charged particle beams in high energy accelerators, Imperial College Press, London, 2001
- Physics of non neutral plasmas, World Scientific 2001
- An introduction to the physics of nonneutral plasmas, Addison-Wesley 1990
- Theory of nonneutral plasmas, Benjamin 1974
- Methods in nonlinear plasma theory, Academic Press 1972